# Karl August Gründler
Karl August Gründler (* 21. November 1769 in Halle (Saale); † 19. Dezember 1843 in Erlangen) war ein deutscher Rechtswissenschaftler und Hochschullehrer.

## Leben
Gründler absolvierte das Studium der Rechtswissenschaft an der Universität Halle. Er wurde zum Doktor beider Rechte promoviert und habilitierte sich in Halle. Dort lehrte er anschließend als Privatdozent der Rechte.
Gründler folgte 1796 einem Ruf als außerordentlicher Professor an die Universität Erlangen. 1797 erhielt er bereits eine Stelle als ordentlicher Professor der Rechte. Er galt als fleißiger Hochschullehrer und wurde später zum königlich bayerischen Hofrat ernannt.
Gründler war zusammen mit Carl Ludwig Amelang von 1799 bis 1800 Herausgeber des dreibändigen Archiv des Preußischen Rechts.

## Werke (Auswahl)
- Grundsätze des teutschen peinlichen Rechts, Hendel, Halle 1799.
- Institutionen des Rechts, Gredy und Breuning, Erlangen 1809.
- Geschichte des römischen Staats, dessen Verfassung und Staatsrechts, Kunz, Bamberg 1821.
- Das Land- und Lehnrecht in den deutschen Bundesstaaten mit beigefügten Quellen und Literatur im allgemeinen, Riegel & Wiessner, Nürnberg 1828.
- Über die Verbindlichkeit zum Beitrag der Kosten zur Erhaltung und Wiederherstellung der Cultus-Gebäude, nach den in deutschen Bundesstaaten geltenden Gesetzen, mit Rücksicht auf einige Particulair-Gesetze, Riegel und Wießner, Nürnberg 1839.
- Das im Königreich Bayern geltende katholische und protestantische Kirchenrecht in einem systematischen Umriß, Campe, Nürnberg 1839.